# کنتو فوجیهارا
کنتو فوجیهارا (انگلیسی: Kento Fujihara؛ زادهٔ ۲۹ ژانویهٔ ۱۹۹۲) بازیکن فوتبال اهل ژاپن است.